# Crematogaster pauciseta
Crematogaster pauciseta är en myrart som beskrevs av Carlo Emery 1899. Crematogaster pauciseta ingår i släktet Crematogaster och familjen myror.

## Underarter
Arten delas in i följande underarter:
- C. p. grossulior
- C. p. pauciseta